# Magnus Andersson (jugador d'handbol)
Magnus Andersson   (Linköping, 17 de maig de 1966) és un jugador d'handbol suec, ja retirat, que va competir entre finals de la dècada de 1980 i començament del segle xx.
Durant la seva carrera esportiva va prendre part en tres edicions dels Jocs Olímpics d'Estiu, el 1992, 1996 i 2000. En les tres edicions guanyà la medalla de plata en la competició d'handbol amb la selecció sueca. En el seu palmarès també destaquen sis medalles en el Campionat del món d'handbol, dues d'or, dues de plata i dues de bronze entre el 1990 i el 2001, així com quatre medalles d'or en el Campionat d'Europa d'handbol. Entre el 1988 i el 2003 jugà 310 partits amb la selecció sueca, en què marcà 919 gols. Al Campionat d'Europa de 1994 fou escollit el millor jugador del torneig.
A nivell de clubs jugà principalment al HK Drott Halmstad, en el qual hi va jugar en tres períodes diferents, de 1987 a 1991, de 1993 a 1995 i de 1998 a 2003, tot i el 2001 va ser cedir a l'Ademar León. En el seu palmarès destaquen sis lligues sueques (1988, 1990, 1991, 1994, 1999 i 2002) i una lliga espanyola (2001).
S'inicià com a entrenador a l'HK Drott Halmstad, on els primers anys compaginà la tasca amb la de jugador. El 2005 fitxà pel FCK Håndbold i el 2010 passà a dirigir la selecció nacional austríaca, tot i que tan sols un any més tard fou destituït. Posteriorment va dirigir el AG København (2011-2012), Hästö IF (2012-2013), HK Malmö (2013-2014), Frisch Auf Göppingen (2014-2017) i FC Porto (2018-). Com a entrenador ha guanyat la lliga danesa de 2008 i 2012, la copa danesa de 2010, la lliga portuguesa de 2019, 2021 i 2022, la copa portuguesa de 2019 i 2021 i la Copa EHF de 2016 i 2017.
El 2014 el diari suc Dagens Nyheter el va considerar el tercer millor jugador d'handbol suec de tots els temps, darrere de Magnus Wislander i Stefan Lövgren.